# 요시다코리야마성

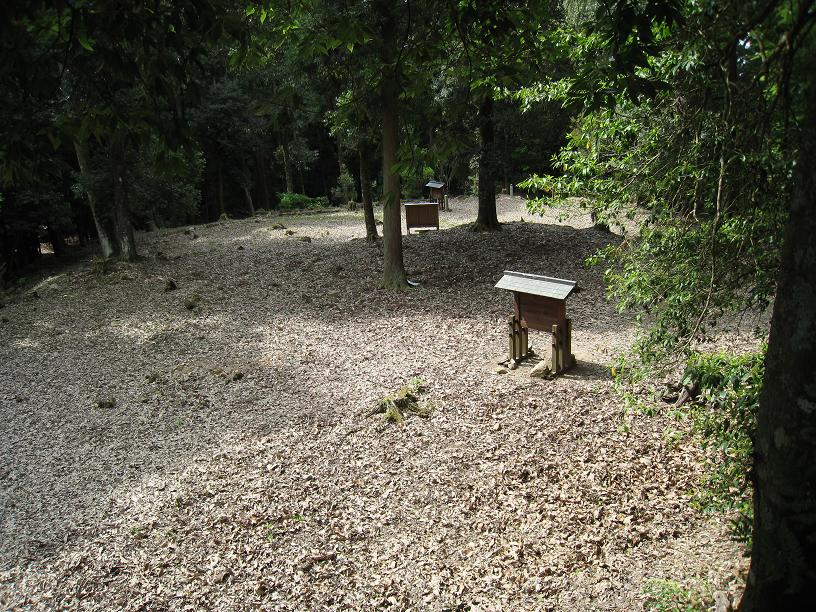
혼마루 부근

요시다코리야마성(吉田郡山城 요시다코리야마조[*])은 히로시마현 아키타카타시에 있는 산성이다. 센고쿠 시대 주고쿠 패자 모리 모토나리의 거성으로 유명하다

## 개요
요시다코리야마성은 에노가와 강과 다지히 강이 흐르는 요시다 분지의 북쪽에 있는 고리야마 산에 축조되었다. 모리 가문이 히로시마성으로 자리 옮기기 전까지 사용된 거성이다. 국가 지정 사적이다.

## 역사
무로마치 시대
1336년 모리 도키치카가 요시다 장원의 지토로 파견되어 고리야마 산 남동부에 성을 축조하였다. 이후, 12대의 모리 모토나리가 가독을 계승하여 당주의 자리에 오르자, 고리야마 산 전체로 성을 확장하였다.
1541년 요시다 고리야마 산성 전투에서 아마고 하루히사가 이끄는 2만의 대군에 공격을 받지만, 오우치 가문의 원군으로 온 무장 스에 다카후사의 활약도 있어, 아마고 군을 격퇴하였다. 이후, 모리 가문의 세력확대와 함께 성은 확장 정비되었다. 이 무렵 《백만일심》이라고 적인 석비를 묻어 축성했다는 이야기가 있다.
아즈치모모야마 시대
모리 모토나리의 손자 모리 데루모토가 당주일 무렵에는 석벽 등을 사용한 근세 성곽으로 변모하였다. 망루 등이 혼마루에 건립되었지만, 천수각은 존재하지 않았다.
도요토미 정권기, 산간부 분지에 위치해 있는 요시다 고리야마 산성은 교통이 불편해, 본성의 이전을 계획하였고, 1591년 히로시마성이 대부분 완성되자, 거처를 히로시마 성으로 옮겼다. 그리고, 가신과 마을 주민을 히로시마로 이주시켰다. 성이 폐성된 시기도 이 무렵으로 보는 설과 세키가하라 전투가 일어날 무렵인 1600년이라는 설등 여러 설이 존재한다.
에도 시대
1637년 시마바라의 난 후, 그리스도 교도의 봉기를 우려한 막부의 명에 따라 석벽과 해자 등이 파괴되었다.
현대
2006년(헤세 18년) 4월 6일 일본 100대 성으로 선정되었다.

## 구조
성의 유구는 표고 약 360m의 산정상 부근부터 방사선으로 뻗어 있는 능선과 계곡부근에 약 270여개의 구루와가 있으며, 일부는 빈 해자로 구별되어 있다. 정상 부분이 혼마루이며 그 아래 니노마루, 산노마루로 되어 있다. 산노마루가 성중에서 가장 큰면적으로 성문의 흔적도 찾을 수 있다.

## 관광
교통
- JR 서일본 요시다구치역

주변 문화시설 및 관광명소
- 모리 가문의 묘소
- 백만일심 표석
- 요시다 정 역사민속자료관